# (37736) Jandl
(37736) Jandl est un astéroïde de la ceinture principale.

## Description
(37736) Jandl est un astéroïde de la ceinture principale. Il fut découvert le 15 novembre 1996 à l'Observatoire Kleť par Jana Tichá et Miloš Tichý. Il présente une orbite caractérisée par un demi-grand axe de 2,55 UA, une excentricité de 0,31 et une inclinaison de 7,7° par rapport à l'écliptique.

## Compléments